# Padamo
Padamo je rijeka u Venezueli. Pritoka je rijeke Orinoco.